# メイン・ライン
メイン・ライン（英語：Main Line）、エリー・メイン・ライン（Erie Main Line）はニュージャージー州のホーボーケン駅とその北に位置するニューヨーク州のサファーン駅を結ぶ鉄道路線である。
この路線は、メトロノース鉄道のポート・ジャービス線と直結しており、ニュージャージー・トランジットと直通運転を行っているので、ニュージャージー州のホーボーケン駅とニューヨーク州のポート・ジャービス駅が1本で結ばれている。

## 路線データ
- 路線距離：95マイル（152.9km）
- 軌間：1,435mm（標準軌）
- 駅数：18駅 （ポート・ジャービス線を含めると26駅）
- 信号場数：
- 複線区間：
  - 複々線:
  - 複単線（三線）：
  - 複線：
  - 単線:
- 電化区間：なし（全線非電化）
- 最高速度：

## 歴史
エリー鉄道が、ニュージャージー州 ジャージー・シティからビンガムトン、バッファロー、オハイオ、インディアナを経由しクレーブランドまでの長距離路線を建設した。この内、ニュージャージー州とニューヨーク州の南側の線路は、通勤路線として使われるようになった。ニュージャージー州とニューヨーク州のロックランド郡やオレンジ郡の住人は、この路線を使いジャージ・シティまで行き、そこからフェリーに乗り換えマンハッタンを目指した。
1963年、エリー鉄道は、路線を再構築し、いくつかの路線は廃止された。そして、残ったのがメイン・ラインである。

## 駅
- サファーン駅　サファーン Suffern
- マーワー駅　マーワー Mahwah
- ラムゼイ＝ルート17駅　ラムゼイ Ramsey
- ラムゼイ＝メイン・ストリート駅　ラムゼイ Ramsey
- アレンデール駅　アレンデール Allendale
- ウォルドウイック駅　ウォルドウイック Waldwick
- ホーホーカス駅　ホーホーカス Ho-Ho-Kus
- リッジウッド駅　リッジウッド Ridgewood
- グレン・ロック駅　グレン・ロック Glen Rock
- ホーソン駅　ホーソン Hawthorne
- パターソン駅　パターソン Paterson
- クリフトン駅　クリフトン Clifton
- パセーイク駅　パセーイク Passaic
- デラワナ駅 　デラワナ Delawanna
- リンドハースト駅　リンドハースト Lyndhurst
- キングスランド駅　キングスランド Kingsland
- セカーカス・ジャンクション駅　セカーカス Secaucus Junction
- ホーボーケン駅　ホーボーケン Hoboken

| 電化状況 | 駅名                           | 英名                  | 累計マイル | 累計キロ | 接続路線・備考 | 所在地                       | 所在地                       | 所在地                       |
| -------- | ------------------------------ | --------------------- | ---------- | -------- | --- | ---------------------------- | ---------------------------- | ---------------------------- |
| 電化     | ホーボーケン駅                 | Hoboken               | 0.0        | 0.0      | ニュージャージー・トランジット: メドウランド支線 パスカック・バレー線・バーゲン・カウンティ線 ・モントクレアー・ブーントン線・モリス&エセックス線 ・モリスタウン線・グラッドストーン線 ・ノース・ジャージー 沿岸線 NY・NJ港湾公社:パストレイン | ホーボーケン ハドソン郡      | ホーボーケン ハドソン郡      | NJ                           |
| 非電化   | セカーカス ・ジャンクション駅  | Secaucus Junction     |            |          | ニュージャージー・トランジット: メドウランド支線 パスカック・バレー線 ・バーゲン・カウンティ線 ・モントクレアー・ブーントン線・モリス&エセックス線 ・モリスタウン線・グラッドストーン線 ・ノース・ジャージー 沿岸線・北東回廊線                | セカーカス                   | バーゲン郡                   | NJ                           |
| 非電化   | キングスランド駅               | Kingsland             | 7.6        |          | | キングスランド               | バーゲン郡                   | NJ                           |
| 非電化   | リンドハースト駅               | Lyndhurst             | 8.2        |          | | リンドハースト               | バーゲン郡                   | NJ                           |
| 非電化   | デラワナ駅                     | Delawanna             | 9.3        |          | | デラワナ                     | パサイク郡                   | NJ                           |
| 非電化   | パセーイク駅                   | Passaic               | 10.6       |          | | パセーイク                   | パサイク郡                   | NJ                           |
| 非電化   | クリフトン駅                   | Clifton               | 12.2       |          | | クリフトン                   | パサイク郡                   | NJ                           |
| 非電化   | パターソン駅                   | Paterson              | 15.6       |          | | パターソン                   | パサイク郡                   | NJ                           |
| 非電化   | ホーソン駅                     | Hawthorne             | 17.7       |          | | ホーソン                     | パサイク郡                   | NJ                           |
| 非電化   | グレン・ロック駅               | Glen Rock - Main Line | 19.4       |          | | グレン・ロック               | バーゲン郡                   | NJ                           |
| 非電化   | リッジウッド駅                 | Ridgewood             | 20.9       |          | | リッジウッド                 | バーゲン郡                   | NJ                           |
| 非電化   | ホーホーカス駅                 | Ho-Ho-Kus             | 22.1       |          | | ホーホーカス                 | バーゲン郡                   | NJ                           |
| 非電化   | ウォルドウイック駅             | Waldwick              | 23.2       |          | | ウォルドウイック             | バーゲン郡                   | NJ                           |
| 非電化   | アレンデール駅                 | Allendale             | 24.6       |          | | アレンデール                 | バーゲン郡                   | NJ                           |
| 非電化   | ラムゼイ -メイン・ストリート駅 | Ramsey - main street  | 26.5       |          | | ラムゼイ                     | バーゲン郡                   | NJ                           |
| 非電化   | ラムゼイ＝ルート17駅           | Ramsey - route 17     |            |          | | ラムゼイ                     | バーゲン郡                   | NJ                           |
| 非電化   | マーワー駅                     | Mahwah                | 29.1       |          | | マーワー                     | バーゲン郡                   | NJ                           |
| 非電化   | サファーン駅                   | Suffern               | 30.5       |          | メトロノース鉄道:ポート・ジャービス線(直通運転) | サファーン ロックランド郡 NY | サファーン ロックランド郡 NY | サファーン ロックランド郡 NY |